# Bükkös-patak
Bükkös-patak je potok v Maďarsku, přítok Dunaje. Je dlouhý 16 km a jedním z mála vodních toků v městě Szentendre.
Název potoka se ustálil v současné době. Občas se objevoval pod názvy Bucsina-patak, Izbégi-patak nebo Malom-patak. Poslední název (doslova Mlýnský potok) odkazuje právě na obec Mlynky.
Pramení u vesnice Pilisszentekerest (slovensky Mlynky, poté protéká pohořím Pilis. Nachází se na něm několik menších vodopádů. V Annenském údolí (maďarsky Annavölgy) protéká hlubokým kaňonem, část z něho byla odtěžena neboť se zde nachází povrchové doly na kámen. Následně tok potoka směřuje na jihovýchod a vniká do města Szentendre, kde je většinou součástí městské zeleně. Pouze v centrální části města, kterou obtéká z jižní strany, je potok do značné míry umístěn do regulovaného koryta. Jižně od centra města se vlévá do Dunaje, resp. do Szentenderského ramena veletoku (Szentendrei-Duna).